# Фторид рения(VI)
Фторид рения(VI) — неорганическое соединение, соль металла рения и плавиковой кислоты с формулой ReF6, тёмно-жёлтая жидкость, реагирует с водой, разъедает стекло.

## Получение
- Реакция рения и фтора под давлением:

{\displaystyle {\mathsf {Re+3F_{2}\ {\xrightarrow {125^{o}C,p}}\ ReF_{6}}}}

## Физические свойства
Фторид рения(VI) — тёмно-жёлтая жидкость, реагирует с водой, окисляется кислородом воздуха, разъедает стекло.
При замерзании (18°С) образует жёлтые кристаллы кубической сингонии, параметры ячейки a = 0,626 нм.
При -3,45°С происходит фазовый переход в фазу ромбической сингонии, пространственная группа P nma, параметры ячейки a = 0,9417 нм, b = 0,8570 нм, c = 0,4965 нм.

## Химические свойства
- Реагирует с водой:

{\displaystyle {\mathsf {3ReF_{6}+10H_{2}O\ {\xrightarrow {}}\ ReO_{2}\downarrow +2HReO_{4}+18HF}}}
- Реагирует с кислотами-окислителями:

{\displaystyle {\mathsf {ReF_{6}+HNO_{3}+3H_{2}O\ {\xrightarrow {}}\ HReO_{4}+NO_{2}\uparrow +6HF}}}
- Реагирует с разбавленными щелочами:

{\displaystyle {\mathsf {3ReF_{6}+20NaOH\ {\xrightarrow {}}\ ReO_{2}\downarrow +2NaReO_{4}+18NaF+10H_{2}O}}}
- Окисляется кислородом:

{\displaystyle {\mathsf {4ReF_{6}+O_{2}+14H_{2}O\ {\xrightarrow {}}\ 4HReO_{4}+24HF}}}
- Восстанавливается водородом:

{\displaystyle {\mathsf {ReF_{6}+H_{2}\ {\xrightarrow {200^{o}C}}\ ReF_{4}+2HF}}}
- Реагирует с диоксидом кремния:

{\displaystyle {\mathsf {3ReF_{6}+3SiO_{2}\ {\xrightarrow {300^{o}C}}\ 2ReO_{3}F+ReF_{4}+3SiF_{4}}}}
- С фторидами щелочных металлов образует фторокомплексы:

{\displaystyle {\mathsf {ReF_{6}+2KF\ {\xrightarrow {}}\ K_{2}[ReF_{8}]}}}